# Siegward Dittmann
Siegward Dittmann (* 31. Januar 1954) ist Präsident einer deutschen freireligiösen Bewegung (Bund Freireligiöser Gemeinden Deutschlands).

## Leben
Dittmann begann 1974 als Gruppenleiter bei der freireligiösen Jugend in Karlsruhe. Später wurde er Landesjugendleiter. 1991 wurde er stellvertretender Gemeindevorsteher in Ludwigshafen. Ab 1992 war er Präsident der Freireligiösen Landesgemeinde Pfalz, trat bei den Neuwahlen 2021 jedoch nicht mehr an. Nachfolgerin ist Tenko Saphira Bauer.
Im Bund Freireligiöser Gemeinden Deutschlands (BFGD) ist er Mitglied des Vorstands, ab 2003 Vizepräsident und seit den Neuwahlen vom 7. November 2015 Präsident. Von 1996 bis 2020 war er zudem Schatzmeister des Dachverbands freier Weltanschauungsgemeinschaften (DFW).
Neben seinem Engagement in der freireligiösen Bewegung arbeitete er als Realschullehrer und war Mitglied des Personalrats der Realschule Plus in Maxdorf.
Er ist SPD-Mitglied, stellvertretender Vorsitzender des Ortsverbandes Ruchheim und im dortigen Ortsbeirat vertreten.
Er ist Vorsitzender des Anstaltsbeirates der JVA Ludwigshafen.
Früher war als Beisitzer in der Kammer für Kriegsdienstverweigerer engagiert.

## Ehrungen
- 2012: Verdienstkreuz am Bande der Bundesrepublik Deutschland[3]